# Karl von Stumpff (General, 1858)
Friedrich Wilhelm Heinrich Karl Stumpff, seit 1886 von Stumpff (* 30. November 1858 in Wittenberg; † 4. August 1936 in Wernigerode) war ein preußischer Generalleutnant im Ersten Weltkrieg.

## Leben

### Herkunft
Er war der Sohn des späteren preußischen Generalleutnants Karl von Stumpff (1819–1889) und dessen Ehefrau Ida, geborene Schlichting (1836–1917). Sein Vater war am 1. Dezember 1886 in den erblichen preußischen Adelsstand erhoben worden.

### Militärkarriere
Stumpff trat am 22. September 1877 als Fahnenjunker in das 1. Brandenburgische Feldartillerie-Regiment Nr. 3 der Preußischen Armee ein und wurde dort am 11. Februar 1879 zum Sekondeleutnant befördert. Zur weiteren Ausbildung absolvierte er von Oktober 1879 bis Ende September 1881 die Vereinigte Artillerie- und Ingenieurschule und von Oktober 1887 bis Juli 1890 die Kriegsakademie. Zwischenzeitlich am 22. Mai 1889 zum Premierleutnant befördert,  kommandierte man Stumpff ab 1. April 1891 zum Großen Generalstab nach Berlin. Mit seiner Beförderung zum Hauptmann am 14. September 1893 kehrte er zu seinem Regiment zurück und fungierte bis zum 17. März 1899 als Chef der 2. reitenden Batterie. Anschließend folgte seine Versetzung als Adjutant beim Generalkommando des IX. Armee-Korps in Altona. Unter Belassung in diesem Kommando wurde Stumpff am 18. Mai 1901 in das Feldartillerie-Regiment „Prinz August von Preußen“ (1. Litthauisches) Nr. 1 versetzt und gleichzeitig zum Major befördert. Als solcher diente er ab 18. Februar 1902 als Kommandeur der I. Abteilung des Ostfriesischen Feldartillerie-Regiments Nr. 62 in Oldenburg. In dieser Stellung wurde Stumpff am 19. Dezember 1907 zum Oberstleutnant befördert. Am 24. März 1909 beauftragte man ihn mit der Führung des in Sprottau stationierten Feldartillerie-Regiments „von Podbielski“ (1. Niederschlesisches) Nr. 5 und ernannte Stumpff kurz darauf am 22. April zum Kommandeur. Als Oberst war er vom 1. Oktober 1912 bis 19. Mai 1913 Kommandeur des Straßburger Feldartillerie-Regiments Nr. 84 und anschließend der 7. Feldartillerie-Brigade in Magdeburg.
Mit Ausbruch des Ersten Weltkriegs macht seine Brigade mobil und nahm im Verbund mit der 7. Division am deutschen Aufmarsch im Westen teil. In Personalunion war Stumpff kurzzeitig Stadtkommandant von Aachen, bis er mit seinem Großverband Mitte August 1914 in die Kämpfe, die zur Eroberung von Lüttich führten, eingriff. Daran schlossen sich die Schlachten an der Gete, bei Mons und am Ourcq an. Nach dem Rückzug von der Marne lag Stumpff mit seiner Brigade in Stellungskämpfen im Artois und kämpfte in der Dezemberschlacht in Französisch-Flandern. Am 3. April 1915 gab er das Kommando über die Brigade an seinen Nachfolger Konrad von Hippel ab, der am 18. April 1915 zum Generalmajor befördert wurde. Stumpff erhielt anschließend das Kommando über die 8. Ersatz-Division, mit der er bei der Armeeabteilung Strantz in der Gegend von Regnièville, Féy und im Priesterwald in Stellungskämpfen lag. Unterbrochen wurde die Gefechtstätigkeit durch einen Einsatz vom 12. Oktober bis 18. November 1916 in der Schlacht an der Somme. Für die Leistungen seiner Division war Stumpff im Oktober 1915 mit den Schwertern zum Roten Adlerorden II. Klasse mit Eichenlaub ausgezeichnet worden.
Am 2. Januar 1917 wurde Stumpff zum Kommandeur der sich in der Aufstellung befindlichen 234. Infanterie-Division in Magdeburg ernannt. Nachdem der Großverband mobil gestellt war, kam er Ende März 1917 bei der 2. Armee vor und in der Siegfriedstellung an der Westfront zum Einsatz. Dabei konnten vom 30. August bis 30. September 1917 bei der 4. Armee in der Dritten Flandernschlacht mehrfach Durchbruchsversuche englischer Truppen verhindert werden. Aufgrund hoher Verluste wurde die Division dann aus der Front gezogen und zur Erholung in das Artois verlegt. Stumpff, der am 6. November 1917 zum Generalleutnant befördert worden war, nahm Ende des Monats mit seinen Truppen an der Schlacht von Cambrai teil. Bei der neugebildeten 17. Armee konnte sich Stumpff während der am 21. März 1918 beginnenden deutschen Frühjahrsoffensive erneut bewähren, sodass ihm am 22. April 1918 die höchste preußische Tapferkeitsauszeichnung, der Orden Pour le Mérite verliehen wurde.
Nach der Einstellung der deutschen Offensive war er mit seiner Division bis Kriegsende in permanenten Abwehr- und Rückzugskämpfen. Seine Truppen räumte nach dem Waffenstillstand von Compiègne die besetzten Gebiete und die Division wurde vom 25. November bis 21. Dezember 1918 im Grenzschutz zwischen Köln und Düsseldorf eingesetzt. Anschließend transportierte man die restlichen Verbände in die Garnisonen, wo die Demobilisierung und Auflösung erfolgte. Am 22. Februar 1919 wurde Stumpff noch zum Kommandeur der 7. Division ernannt. In Genehmigung seines Abschiedgesuches wurde er am 21. Juni 1919 zur Disposition gestellt.

### Familie
Stumpff heiratete am 4. Oktober 1890 in Dresden Martha Elliesen (* 1869). Aus der Ehe gingen folgende Kinder hervor:
- Barbara (* 1892) ⚭ Wilhelm Müseler, preußischer Artillerieoffizier
- Karl-Leberecht (* 1896), preußischer Artillerieoffizier ⚭ Ruth Julie Anna von Wodtke
- Karl-Othmar (1898–1918), preußischer Leutnant in 2. Garde-Artillerie-Regiment